# Маглаг
Магла́г (Магада́нский исправи́тельно-трудовой ла́герь) — лагерное подразделение, действовавшее в структуре Дальстроя (1951—1952), Северо-Восточного исправительно-трудового лагеря (1953—1956).

## История
Маглаг был организован в 1951 году (однако в личных делах работников Дальстроя, хранящихся в Гос. Архиве Магаданской области, Маглаг как место работы упоминается уже в 1941г). Управление Маглага размещалось в городе Магадан. В оперативном командовании оно подчинялось первоначально Главному управлению исправительно-трудовых лагерей Дальстрой, а позднее — Управлению северо-восточных исправительно-трудовых лагерей Министерства юстиции СССР (УСВИТЛ МЮ) (позднее УСВИТЛ передан в систему Министерства внутренних дел).
Единовременное количество заключённых могло достигать более 13 000 человек.
Маглаг прекратил своё существование в 1956 году.

## Производство
Основным видом производственной деятельности заключенных были работы на предприятиях городского хозяйства Магадана и сельскохозяйственные работы.

## Начальники лагеря
- Александра Гридасова, 1943—1948
- п/п Аланов Н. А., с 30.08.1951
- п/п Котов А.?. (упом. 01.05.1952)
- п/п Божков ?.?. (упом. 01.08.1953)
- п/п в/с Воробьёв И. Г., ? — по 21.02.1956